# Syrfällning
Syrfällning är en metod som kan användas vid trädfällning under perioder när lövträden innehåller mycket sav, det vill säga under sommaren och hösten.

## Metoden
När träden fälls lämnas de 5-6 veckor i skogen utan att kapas upp eller kvistas. Bladverket fortsätter att suga vätska från trädet, som om det fortfarande stod på rot – och fukten dras ut. Med syrfällning sjunker fuktigheten snabbt den första veckan, ofta från 50 procent ner till 35 procent.
När lövverket efter en dryg månad vissnat upphör effekten och det är dags att ta hand om träden. Då kan fukthalten i veden vara en bra bit under 30 procent.
Syrfällning används med fördel när de fällda träden senare ska transporteras långt. Genom syrfällningen minskas fukten i veden - och därmed vikten - radikalt. Metoden var särskilt viktig på den tiden stockarna skulle dras med häst. Syrfällningen gjorde timmerlasset lättare att dra.
Metoden fungerar inte på barrträd, eftersom barr inte suger fukt på samma sätt som löv.